# Laura Pihlajamäki
Laura Pihlajamäki (* 15. August 1990 in Alahärmä) ist eine finnische Volleyballspielerin.

## Karriere
Laura Pihlajamäki begann mit dem Volleyball in ihrer finnischen Heimat bei LP Kangasala und beim Vanajan Racing Club in Hämeenlinna, mit dem sie 2008 finnische Meisterin wurde. Die Mittelblockerin wechselte danach zum Lokalrivalen HPK Naiset, mit dem sie 2009 das Pokalfinale erreichte und Vizemeister wurde. 2010 kam sie zum deutschen Bundesligisten Smart Allianz Stuttgart, mit dem sie DVV-Pokal 2010/11 gewann. Danach kehrte sie zurück zu HPK Naiset und wurde hier 2012 erneut finnische Vizemeisterin. 2013 wechselte sie zum amtierenden deutschen Meister Schweriner SC. Mit dem Verein erreichte sie das Playoff-Viertelfinale und das Pokal-Halbfinale. Nach der Saison verließ sie Schwerin wieder in Richtung Finnland. Die Saison 2015/16 spielte Pihlajamäki in Rumänien bei CSM Bukarest. Im Anschluss wechselte sie zum französischen Topklub Volley-Ball Nantes.